# Иеракон
Джу-фит, Пер-Немти (егип. транслит. Dw-fjt, pr-nmtj), Иеракон (др.-греч. Ἱεράκων κώμη) — древнеегипетский город, располагавшийся в Среднем Египте на правом (восточном) берегу Нила. Ныне расположен вблизи селения Эль-Атавла, мухафазе Асьют, Египет.

## Название
Первоначально назывался Джу-фит, а с периода правления XX династии (XII—XI вв. до н. э.), стал также именоваться как Пер-Немти. Не следует путать с городом Иераконполем в III верхнеегипетском номе.

## История
Иеракон являлся столицей XII верхнеегипетского септа (нома) Атефет. В городе находился центр культа бога Немти — покровителя Восточной пустыни. В наши дни от храма, посвященному этому богу, сохранилось лишь несколько каменных блоков.